# فریتس مولر
فریتس مولر (انگلیسی: Fritz Müller؛ ۳۱ مارس ۱۸۲۱ – ۲۱ مه ۱۸۹۷ (۷۶ سال)) یک دانشمند در زمینه زیست‌شناسی آلمانی بود.